# Noisy intermediate scale quantum
 (avril 2020).
Si vous disposez d'ouvrages ou d'articles de référence ou si vous connaissez des sites web de qualité traitant du thème abordé ici, merci de compléter l'article en donnant les références utiles à sa vérifiabilité et en les liant à la section « Notes et références ».
Un ordinateur NISQ (noisy intermediate scale quantum) est un type d'ordinateur quantique, ordinateur quantique imparfait (bruité) de taille intermédiaire.